# 伊斯特切斯特 (紐約州普查規定居民點)
伊斯特切斯特（英語：Eastchester）是位於美國紐約州西徹斯特縣的普查規定居民點。

## 人口
根據2020年美國人口普查的數據，伊斯特切斯特的面積為8.84平方千米，當中陸地面積為8.55平方千米，而水域面積為0.29平方千米。當地共有人口20901人，而人口密度為每平方千米2,364.37人。